# Mouzens (Dordonha)
Mouzens foi uma comuna francesa na região administrativa da Nova Aquitânia, no departamento Dordonha. Estendia-se por uma área de 8,17 km². Em 2010 a comuna tinha 241 habitantes (densidade: 29,5 hab./km²).
Em 1 de janeiro de 2016, passou a formar parte da nova comuna de Coux et Bigaroque-Mouzens.